# Annette Michelson
Pour les articles homonymes, voir Michelson.
Annette Michelson née le 7 novembre 1922, morte le 17 septembre 2018 est une critique d'art et de cinéma américaine. Son travail a contribué à la création du champ universitaire sur les  études de cinéma, à diffuser le cinéma d'avant-garde et le cinéma expérimental en tant qu'art visuel à part entière.

## Biographie
Née en 1922, Annette Michelson est diplômée du Brooklyn College en 1948. Entre 1956 et 1966, elle s'installe à Paris. Elle est critique d'art pour l'édition française du New York Herald Tribune. Elle écrit pour Arts Magazine et Art International. En 1966, elle rentre à New York. Elle édite le numéro Artforum de janvier 1973 dédié aux cinéastes Sergueï Eisenstein et Stan Brakhage. Elle dirige également  le numéro Special Film Issue en 1973. En collaboration avec Jay Leyda, elle crée le Département d'études cinématographiques à l'Université de New York, où elle enseigne, supervise des thèses de doctorat et élabore des programmes jusqu'à sa retraite en 2004.
Laissant Artforum en 1976, elle fonde la revue Octobre avec Rosalind Krauss. Octobre a été fondé en tant que journal politiquement engagé qui introduit parmi les lecteurs américains  les idées du post-structuralisme français, rendu populaire par Michel Foucault et Roland Barthes. Annette Michelson a publié les premiers essais sur Sergueï Eisenstein et Dziga Vertov, ainsi que des traductions des textes de Georges Bataille. Rosalind Krauss et Annette Michelson font partie du comité de rédaction, avec Yve-Alain Bois, Hal Foster, Benjamin H. D. Buchloh, Denis Hollier, David Joselit, Carrie Lambert-Beatty, Mignon Nixon, et Malcolm Turvey.
Parmi ses nombreuses traductions, essais et articles, Annette Michelson a publié Kino-Eye: the Writings of Dziga Vertov (1984), et Cinema, Censorship, and the State: The Writings of Nagisa Oshima (1992),.
Le 10 août 2015, le Getty Research Institute annonce qu'Annette Michelson fait don de ses documents et de ses archives à l'institut. Le Getty Research Institute acquiert également le dessin Blind Time (1982) et d'une suite des lithographies Earth Projects (1969), réalisé par à la fois par Robert Morris et Annette Michelson, ainsi qu'une partie de la collection de films d'Annette Michelson.
Annette Michelson a publié un recueil de ses publications sur le cinéma d'avant-garde et le cinéma expérimental comme On the Eve of the Future: Selected Writings on Film (MIT Press) en 2017. Le volume comprend le premier essai critique sur le film Anemic Cinema de Marcel Duchamp, la première analyse des pratiques filmiques de Joseph Cornell, ainsi que la première exploration du travail de Michael Snow. Il comprend également d'importantes essais sur Maya Deren, Stan Brakhage, et Hollis Frampton. 
Annette Michelson est morte le 17 septembre 2018 à son domicile, à SoHo, un quartier de Manhattan.